# Tony Curran
Anthony 'Tony' Curran (Glasgow, 13 december 1969) is een Schots acteur. Hij won in 2006 zowel een British Independent Film Award als een BAFTA Scotland Award voor zijn hoofdrol als ex-gedetineerde Clyde Henderson in Red Road. Hij maakte in 1993 zijn filmdebuut in Being Human.
Verschillende thema's kwamen bij herhaling voor gedurende de opbouw van Currans filmcarrière. Zo zijn zowel The 13th Warrior als Beowulf & Grendel gebaseerd op het Oud-Engelse gedicht Beowulf. In zowel Blade II als Underworld: Evolution speelde Curran een vampier.

## Filmografie
*Exclusief 10+ televisiefilms
| - Outlaw King (2018) - Calibre (2018) - Eat Locals (2017) - Race (2016) - Awaiting (2015) - Postman Pat: The Movie (2014, stem) - Thor: The Dark World (2013) - Mary Queen of Scots (2013) - In the Dark Half (2012) - The Adventures of Tintin: The Secret of the Unicorn (2011, stem) - X-Men: First Class (2011) - The Veteran (2011) - Cat Run (2011) - Big Mommas: Like Father, Like Son (2011) - Golf in the Kingdom (2010) - The Presence (2010) - Corrado (2010) - Ondine (2009) - A Day in the Life (2009) - The Lazarus Project (2008) - The Midnight Meat Train (2008) | - Shuttle (2008) - Tom and Will (2007) - Trust Me (2007) - The Good German (2006) - Miami Vice (2006) - Red Road (2006) - Underworld: Evolution (2006) - Beowulf & Grendel (2005) - Flight of the Phoenix (2004) - The League of Extraordinary Gentlemen (2003) - Blade II (2002) - Pearl Harbor (2001) - Gladiator (2000) - The 13th Warrior (1999) - Coming Down (1997) - Nervous Energy (1995) - Go Now (1995) - National Achievement Day (1995) - Captives (1994) - Shallow Grave (1994) - Being Human (1993) |

## Televisieseries
*Exclusief eenmalige gastrollen
- Secret Invasion - Derrik Weatherby (2023, twee afleveringen)
- SEAL Team - Brett Swann (2019, vijf afleveringen)
- Ray Donovan - Mikey 'Rad' Radulovic (2018-2019, zeven afleveringen)
- Voltron: Legendary Defender - stem Commander Thro (2017-2018, vijf afleveringen)
- The Looming Tower - Chief Inspector (2018, twee afleveringen)
- Crazyhead - Callum (2016, zes afleveringen)
- Roots - Connelly (2016, twee afleveringen)
- Elementary - Joshua Vikner (2016, twee afleveringen)
- Defiance - Datak Tarr (2013-2015, 39 afleveringen)
- Sons of Anarchy - Gaines (2014, drie afleveringen)
- Labyrinth - Guy D'Evreux (2012, twee afleveringen)
- Young James Herriot - Donald Richie (2011, drie afleveringen)
- The Pillars of the Earth - Stephen (2010, acht afleveringen)
- Doctor Who - Vincent (2010, twee afleveringen)
- 24 - Lugo Elson (2010, drie afleveringen)
- Medium - Lucas Harvey (2009, twee afleveringen)
- Gemini Division - Walken (2008, vijf afleveringen)
- Ultimate Force - Cpl. / Sgt. Pete Twamley (2002-2003, vijf afleveringen)
- This Life - Lenny (1997, zeven afleveringen)

- Biblioteca Nacional de España: XX1794488
- Bibliothèque nationale de France: cb155197392 (data)
- Gemeinsame Normdatei: 1024717240
- International Standard Name Identifier: 0000 0001 1929 9880
- Library of Congress Control Number: no2007082018
- MusicBrainz: c90f70b1-f585-4494-9f80-8373e2f468e7
- Nationale Bibliotheek van Tsjechië: xx0051723
- Nationale Bibliotheek van Israël: 987007457100305171
- Système universitaire de documentation: 154385751
- Virtual International Authority File: 5236897
- WorldCat: E39PBJbH47CVjxkkPkCxXKwjYP